# Корен, Кристиян
Кристиян Корен (словен. Kristijan Koren; род. 25 ноября 1986, Постойна, Словения) — словенский профессиональный шоссейный велогонщик, выступающий в 2010-2017 годах за американскую команду Cannondale в её различных модификациях, с 2018 года будет выступал за бахрейнскую команду Bahrain Victorious.

## Достижения
2006
- Чемпионат Словении по шоссейному велоспорту в категории (U-23)
  - 1-й  - Чемпион Словении в индивидуальной гонке
  - 3-й в групповой гонке
- 5-й на Чемпионате Европы в категории (U-23) в индивидуальной гонке
- 10-й на Чемпионате мира в категории (U-23) в индивидуальной гонке

2007
- Чемпионат Словении по шоссейному велоспорту в категории (U-23)
  - 1-й  - Чемпион Словении в индивидуальной гонке
  - 3-й в групповой гонке
- 6-й на La Côte Picarde (U-23)
- 6-й на Istrian Spring Trophy - ГК
- 8-й на The Paths of King Nikola - ГК

2008
- 1-й на La Côte Picarde (U-23)
- 1-й на этапах 5 и 15 Вуэльта Кубы
- 2-й на Чемпионате Словении в индивидуальной гонке
- 2-й на Istrian Spring Trophy - ГК
  - 1-й в прологе
- 3-й на Giro delle Regioni (U-23) - ГК
- 4-й на Tour de Rijke
- Чемпионат Европы в категории (U-23)
  - 6-й в групповой гонке
  - 10-й в индивидуальной гонке
- 7-й на Чемпионате мира в категории (U-23) в индивидуальной гонке
- 7-й на Gran Premio della Liberazione

2009
- 1-й на этапе 7 Giro della Valle d'Aosta
- 3-й на Чемпионате Словении в индивидуальной гонке
- 4-й на Giro del Medio Brenta
- 5-й на Средиземноморских играх в индивидуальной гонке
- 5-й на Giro del Friuli-Venezia Giulia - ГК
  - 1-й на этапе 3
- 5-й на Girobio (U-23) - ГК
  - 1-й на этапах 8 и 9
- 7-й на Memorial Davide Fardelli

2010
- 1-й на Гран-при города Камайоре

2011
- 3-й на Чемпионате Словении в индивидуальной гонке
- 4-й на Кубке Бернокки
- 6-й на Туре Словении - ГК

2012
- 3-й на Туре Словении - ГК
  - 1-й  - ОК
  - 1-й на этапе 4 (ITT)
- 10-й на Чемпионате Словении в групповой гонке

2014
- 2-й на Гран-при Бруно Бегелли
- 4-й на Туре Словении - ГК
- 5-й на Лондон — Суррей Классик
- 6-й на Gran Premio della Costa Etruschi
- 9-й на Dutch Food Valley Classic

2017
- 8-й на Чемпионате Словении в групповой гонке

| ГК | Генеральная классификация |
| ОК | Очковая классификация     |

## Статистика выступлений наГранд Турах
| Гранд Тур | 2010 | 2011 | 2012 | 2013 | 2014 | 2015 | 2016 | 2017 |
| --------- | ---- | ---- | ---- | ---- | ---- | ---- | ---- | ---- |
| Джиро     | -    | -    | -    | -    | -    | -    | -    | 128  |
| Тур       | 93   | 85   | 98   | 100  | 135  | 69   | 152  | -    |
| Вуэльта   | -    | -    | -    | -    | -    | -    | -    | -    |